# KJUD

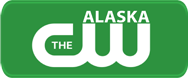
Logotipo actual de KYUR-DT2/KATN-DT2/KJUD-DT2 ("CW Alaska")

KJUD, la primera televisora de Juneau, Alaska, salió al aire el 19 de febrero de 1956 como KINY-TV, cambiando su sigla a KJUD en 1983. La estación emitía programas de las tres cadenas de televisión de ese momento (ABC, CBS y NBC) en sus primeros días, cuando era la única estación comercial en la zona. En 1995, la estación comenzó a formar parte de la Alaska's Superstation de ABC, junto con KIMO y KATN.
En septiembre de 2006, KJUD comenzó a transmitir programación de The CW en su subcanal digital. El subcanal es conocido como Juneau CW.